# Wilhelm Tönnis
Wilhelm Tönnis (ur. 16 czerwca 1898 w Kley, zm. 12 września 1978 w Kolonii) – niemiecki neurochirurg.
Tönnis dorastał w Kley nieopodal Dortmundu. Uczęszczał do gimnazjum w Dortmundzie, zaraz po zdaniu matury został powołany do wojska i walczył na froncie francuskim podczas I wojny światowej, dochodząc do stopnia porucznika. Po wojnie rozpoczął studia medyczne na Uniwersytecie w Marburgu. Studia ukończył w 1924 roku na Uniwersytecie w Hamburgu. W 1926 został asystentem Fritza Königa w Chirurgischen Universitätsklinik w Würzburgu, od 1932 kierował oddziałem neurochirurgicznym w Luitpold Krankenhaus. Następnie odbył dziewięciomiesięczny kurs u Herberta Olivecrony w Sztokholmie. 17 sierpnia 1934 został dyrektorem pierwszego niemieckiego niezależnego oddziału neurochirurgicznego, założonego w Würzburgu.
W 1932 roku przeniósł się do Berlina, gdzie został profesorem nadzwyczajnym w Hansaklinik u Ferdinanda Sauerbrucha. Od 1936 roku pracował w Kaiser Wilhelm-Institut für Hirnforschung razem z Hugonem Spatzem.
Podczas II wojny światowej służył na froncie jako Generalarzt  w Luftwaffe. 31 maja 1944 roku został odznaczony krzyżem zasługi (Kriegsverdienstkreuz). Po wojnie pracował w Knappschaftskrankenhaus Bochum-Langendreer, gdzie założył oddział neurochirurgiczny. Zajmował się też organizacją placówek neurochirurgicznych w całym kraju. Od 1946 roku kierował Departamentem Badań nad Rakiem i Patologią Doświadczalną w Instytucie Maxa Plancka. W latach 1949–1968 kierował katedrą neurochirurgii na Uniwersytecie w Kolonii. 13 września 1950 roku założył Niemieckie Towarzystwo Neurochirurgiczne i został jego pierwszym przewodniczącym.